# Turn-Europameisterschaften 2023
| Turn-Europameisterschaften 2023 | Turn-Europameisterschaften 2023 |
| ------------------------------- | ------------------------------- |
| Veranstaltungsort               | Antalya (Türkei)                |
| Wettbewerbe                     | 14                              |
| Eröffnung                       | 11. April 2023                  |
| Abschluss                       | 16. April 2023                  |
| Chronik                         |                                 |
| ← Turn-EM 2021                  | Turn-EM 2025 →                  |

Die Turn-Europameisterschaften 2023 fanden vom 11. bis 16. April 2023 in Antalya statt.
Im Gegensatz zu den vorherigen Turn-Europameisterschaften im Einzel wurden 2023 ebenfalls Mannschaftswettbewerbe ausgetragen, wobei sich die besten 13 Teams bei den Männern und den Frauen jeweils für die Turn-Weltmeisterschaften 2023 in Antwerpen qualifizieren, bei denen die Qualifikation für die Olympischen Sommerspiele 2024 erfolgen wird.

## Medaillengewinner
| Disziplin            | Gold | Silber                                                                           | Bronze                                                                                       |
| -------------------- | --- | -------------------------------------------------------------------------------- | -------------------------------------------------------------------------------------------- |
| Männer               | |                                                                                  |                                                                                              |
| Mannschaftsmehrkampf | Italien Yumin Abbadini Lorenzo Casali Matteo Levantesi Marco Lodadio Mario Macchiati                    | Türkei Ferhat Arıcan Adem Asil Mehmet Koşak Ahmet Önder Kerem Şener              | Vereinigtes Königreich Jake Jarman Joshua Nathan Adam Tobin Courtney Tulloch Luke Whitehouse |
| Einzelmehrkampf      | Adem Asil                                                                                               | Jake Jarman                                                                      | Illja Kowtun                                                                                 |
| Bodenturnen          | Luke Whitehouse                                                                                         | Artem Dolgopyat                                                                  | Milan Hosseini                                                                               |
| Seitpferd            | Rhys McClenaghan                                                                                        | Maxime Gentges                                                                   | Artur Dawtjan                                                                                |
| Ringe                | Adem Asil                                                                                               | Wahagn Dawtjan                                                                   | Eleftherios Petrounias                                                                       |
| Sprung               | Artur Dawtjan                                                                                           | Jake Jarman                                                                      | Ihor Radiwilow                                                                               |
| Barren               | Illja Kowtun                                                                                            | Ferhat Arıcan                                                                    | Thierno Diallo                                                                               |
| Reck                 | Tin Srbić                                                                                               | Carlo Macchini                                                                   | Illja Kowtun                                                                                 |
| Frauen               | |                                                                                  |                                                                                              |
| Mannschaftsmehrkampf | Vereinigtes Königreich Ondine Achampong Becky Downie Georgia-Mae Fenton Jessica Gadirova Alice Kinsella | Italien Angela Andreoli Alice D’Amato Asia D’Amato Manila Esposito Giorgia Villa | Niederlande Eythora Thorsdottir Vera van Pol Sanna Veerman Naomi Visser Sanne Wevers         |
| Einzelmehrkampf      | Jessica Gadirova                                                                                        | Zsófia Kovács                                                                    | Alice D’Amato                                                                                |
| Sprung               | Coline Devillard                                                                                        | Asia D’Amato                                                                     | Lisa Vaelen                                                                                  |
| Stufenbarren         | Alice D’Amato                                                                                           | Rebecca Downie                                                                   | Elisabeth Seitz                                                                              |
| Schwebebalken        | Sanne Wevers                                                                                            | Manila Esposito                                                                  | Zsófia Kovács                                                                                |
| Bodenturnen          | Jessica Gadirova                                                                                        | Alice Kinsella                                                                   | Sabrina Maneca-Voinea                                                                        |